# إليس وارد
إليس وارد (بالإنجليزية: Ellis Ward)‏ هو مدرب تجديف أمريكي، ولد في 13 سبتمبر 1846، وتوفي في 25 يوليو 1922.